# Porthill
Porthill – dzielnica miasta Newcastle-under-Lyme, w Anglii, w Staffordshire, w dystrykcie Newcastle-under-Lyme. W 2011 roku dzielnica liczyła 4106 mieszkańców.